# Mladá modrá krev
Mladá modrá krev (v originále Young Royals) je švédský dramatický televizní seriál odehrávající se na fiktivní elitní internátní škole Hillerska. Děj se točí kolem švédského prince Wilhelma, jeho začínající romance se spolužákem a s tím souvisejících dramatických událostí. Původní šestidílná série měla premiéru na Netflixu 1. července 2021 a vytvořili ji Lisa Ambjörn, Lars Beckung a Camilla Holter.
Dne 22. září 2021 byla oznámena příprava druhé řady seriálu, jež byla uvedena 1. listopadu 2022. Dne 14. prosince 2022 byla oznámena příprava třetí a zároveň poslední řady, která podle záměru měla celý seriál ukončit. Uvedení prvních pěti dílů třetí série bylo později ohlášeno na 11. března 2024, poslední epizoda na 18. března 2024.

## Obsazení a postavy

### Hlavní
| Edvin Ryding    | švédský princ Wilhelm, blízkými oslovovaný „Wille“                                                          |
| Omar Rudberg    | Simon Eriksson, student, který nebydlí na internátu a Sářin bratr; Wilhelmův milenec                        |
| Malte Gårdinger | August Årnäs, druhý bratranec Wilhelma a Erika, student třetího ročníku, prefekt a kapitán veslařského týmu |
| Frida Argento   | Sara Eriksson, studentka, která nebydlí na internátu a Simonova sestra                                      |
| Nikita Uggla    | Felice Ehrencrona, studentka a členka moderní šlechty, Wilhelmova kamarádka z dětství                       |

### Vedlejší
| Pernilla August       | švédská královna Kristina, matka Wilhelma a Erika                             |
| Nathalie Varli        | Madison McCoy, mezinárodní studentka na škole Hillerska a Feliceina kamarádka |
| Carmen Gloria Pérez   | Linda, matka Simona a Sary                                                    |
| Ivar Forsling         | švédský korunní princ Erik, Wilhelmův starší bratr                            |
| Ingela Olsson         | ředitelka školy Hillerska Anette Lilja                                        |
| Inti Zamora Sobrado   | Ayub, Simonův kamarád z Bjärstadu                                             |
| Beri Gerwise          | Rosh, Simonova kamarádka z Bjärstadu                                          |
| Nils Wetterholm       | Vincent, Augustův kamarád a student školy Hillerska                           |
| Samuel Astor          | Nils, Augustův kamarád a student školy Hillerska                              |
| Fabian Penje          | Henry, student školy Hillerska                                                |
| Felicia Truedsson     | Stella, Feliceina kamarádka a studentka školy Hillerska                       |
| Mimmi Cyon            | Fredrika, Feliceina kamarádka a studentka školy Hillerska                     |
| Uno Elger             | Walter, student školy Hillerska                                               |
| Xiao-Long Rathje Zhao | Alexander, student školy Hillerska                                            |
| Livia Millhagen       | Smysan                                                                        |
| Rennie Mirro          | učitel tělocviku                                                              |
| David Lenneman        | Poppe                                                                         |

## Synopse
Seriál sleduje prince Wilhelma, jehož konfliktní chování v klubu vyvolá veřejný skandál, a tak se ho královská rodina rozhodne umístit do internátní školy. Tam se musí vyrovnávat s interakcí s ostatními náctiletými vrstevníky, zatímco se snaží skrývat svou nově rozpoznávanou sexualitu a náklonnost k jednomu ze svých spolužáků. Když jeho bratr náhle zemře, stane se Wilhelm korunním princem a musí se vypořádat se zvýšenou pozorností, zvláště když jeho sexualita vyjde na veřejnost.

## Děj
Poté, co se zapletl do rvačky v klubu, je princ Wilhelm, druhorozený syn švédské královny Kristiny, poslán do elitní internátní školy Hillerska, která se nachází nedaleko města Bjärstad, kde studoval také jeho starší bratr korunní princ Erik. Spolužák August, bratranec princů, bdí nad Wilhelmem, když začíná studovat.
Mezi další studenty ve Wilhelmově třídě patří šlechtici jako Felice nebo synové jiných švédských vlastníků půdy. Místní obyvatelé Bjärstadu Simon a jeho sestra Sara, děti dělnické třídy latinské imigrantské svobodné matky Lindy, nejsou studenty, kteří bydlí na internátě, a každý den do školy cestují autobusem. Přestože Wilhelm původně nechtěl studovat na Hillerské, brzy si začal užívat školní život, spřátelil se v Augustových „tajných společesntvích“ a veslařském klubu.
Když se Felice snaží navázat vztah s Wilhelmem, Wilhelmem se místo toho zamiluje do Simona, který mu ukazuje jiný, neelitní život: v noci sleduje fotbalové zápasy nebo jezdí na motocyklech. Sara, která má Aspergerův syndrom a ADHD, se spřátelí s Felice, protože jí pomáhá ve školních stájích, jelikož Felice ve skutečnosti nechce jezdit na svém koni, ale dělá to jen proto, že si to její matka přeje.
Poté, co korunní princ Erik zemře při autonehodě, se Wilhelm najednou stane prvním v pořadí na trůn, ale pokračuje ve studiu na Hillerské. Po divoké noci jsou Simon a Wilhelm tajně natočeni Augustem při svém prvním intimním momentě v posteli. Zatímco August zpočátku zvažuje, co s videem udělat, sdílí ho veřejně poté, co Wilhelm odhalí před jejich „tajným společenstvím“, že Augustova rodina je bez peněz a že už si August nemůže dovolit studovat na Hillerské. Wilhelm už v té době zařídil, že Augustovu výuku zaplatí královská rodina, ale neřekl mu o tom.
Vypukl mezinárodní skandál a Wilhelm je donucen královnou Kristinou popřít, že je ve videu. Wilhelm nakonec popírá, že by to byl on na nahrávce, a ublíží tím Simonovi, který si myslel, že Wilhelm učiní opačné rozhodnutí. Wilhelm navštíví Simona doma a omluví se mu, ale Simon odmítá být jeho tajemstvím a oba se rozejdou.
Poslední scéna se odehrává během jejich školního vánočního obřadu, kde Simon vede sbor. Wilhelm vždy miloval jeho hlas, a když skončí, před odchodem ho obejme a řekne mu, že ho miluje. Simon mu jen popřeje veselé Vánoce.

## Seznam řad
| Řada | Díly | Premiéra v USA    | Premiéra v USA    | Premiéra v ČR     | Premiéra v ČR     |
| Řada | Díly | První díl         | Poslední díl      | První díl         | Poslední díl      |
| ---- | ---- | ----------------- | ----------------- | ----------------- | ----------------- |
| 1    | 6    | 1. července 2021  | 1. července 2021  | 1. července 2021  | 1. července 2021  |
| 2    | 6    | 1. listopadu 2022 | 1. listopadu 2022 | 1. listopadu 2022 | 1. listopadu 2022 |
| 3    | 6    | 11. března 2024   | 18. března 2024   | 11. března 2024   | 18. března 2024   |

## Produkce

### Natáčení
Seriál byl z většiny natočen v Kaggeholms gård, areálu ve stylu panského sídla v okrese Ekerö ve Švédsku, který je provozován jako konferenční centrum. Scény odehrávající se v královském paláci byly natočeny na zámku Stora Sundby.
Natáčení druhé řady bylo zahájeno v únoru 2022. Dne 25. února představitel hlavní postavy Edvin Ryding zveřejnil video z natáčení opět v areálu Kaggeholms gård, který již v první řadě představoval internátní školu Hillerska.